# Le Merzer
Le Merzer (bret. Ar Merzher) – miejscowość i gmina we Francji, w regionie Bretania, w departamencie Côtes-d’Armor.
Według danych na rok 1990 gminę zamieszkiwało 715 osób, a gęstość zaludnienia wynosiła 57 osób/km² (wśród 1269 gmin Bretanii Le Merzer plasuje się na 712. miejscu pod względem liczby ludności, natomiast pod względem powierzchni na miejscu 742.).